# Сумской театр для детей и юношества
Сумской театр для детей и юношества (Сумской ТЮЗ) (укр. Сумський театр для дітей та юнацтва) — один из старейших театров Сумской области. Основан в 1907 году на месте летнего балагана. Строительство, которое несколько раз прекращали из-за недостатка средств, продолжалось долгих семь лет. И, примерно, в 1911—1912 г.г. Сумской театр, который стал носить двойное название «Тиволи» и «Театр Корепанова», гостеприимно встретил первых зрителей. С 29 декабря 1975 года театр функционирует как кукольный. 21 апреля 1981 приказом по Министерству культуры Сумской театр кукол реорганизован в областной театр для детей и юношества. На сегодня этот театр единственный в своем роде среди театров Украины и СНГ, который представляет собой театральный организм, сочетающий в своих представлениях два вида театрального искусства: драматический и предмета, маски, куклы.

## История
Примерно в 1907 году на месте летнего балагана в Сумах начала сводиться величественное здание из нового для того времени материала — железобетона.
Строительство театра осуществлялось по проекту известного харьковского архитектора Гинзбурга на средства местных властей и сбережения пылкого поклонника театрального искусства, местного антрепренёра Дмитрия Митрофановича Корепанова, который, так сказать, «перехватил» проект, который предназначался для Ялтинского театра.
Строительство, которое несколько раз прекращали из-за недостатка средств, продолжалось долгих семь лет. И, примерно, в 1911—1912 г.г. Сумской театр, который стал носить двойное название «Тиволи» и «Театр Корепанова», гостеприимно встретил первых зрителей.
К тому времени театр во многом был уникален: железобетонные стены, прекрасная акустика, зрительный зал, что вмещал более 800 человек, вращающаяся сцена, а особенно, пол, который, с помощью оригинальных механизмов, изготовленных на местных заводах меняла наклон. Кстати, аналог здания есть только в Ницце (Франция).
Возле здания театра располагался роскошный летний сад, где во время антракта прогуливались пышно одетые дамы со своими кавалерами.
После постройки нового театра сумчанам открылась чрезвычайная возможность выбора разнообразных зрелищ. Опытный антрепренёр Корепанов приглашал множество театральных трупп и зарубежных знаменитостей. На сцене Сумского театра побывали артисты Миланской оперы, известные эстрадные певцы Плевицкая и Вяльцева.
После окончательного утверждения Советской власти этот театр был переименован в музыкально-драматический театр имени II-го Интернационала, а литературно-драматическую студию в то время возглавлял известный писатель, педагог Яков Мамонтов.
В 1939 году в здании театра разместилась труппа Сумского украинского музыкально-драматического театра, который возник на базе Харьковского рабоче — колхозного передвижного театра.
В дальнейшем театра было присвоено имя великого русского актёра М. С. Щепкина. Но с получением нового театрального помещения трупа Сумского театра драмы и музыкальной комедии им. М. С. Щепкина оставила этот старинный дом.
С 1981 года и по настоящее время в здании функционирует Сумской областной театр для детей и юношества.
Судьба дома Сумского театра весьма нелегкая. На своем пути театр пережил множество реконструкций и обновлений.
Так, примерно, в 1928 году пожаром было уничтожено всю крышу и интерьер театра.
Несколько лет дом был запущенный и восстановили его только в 1939 году.
Во время Великой Отечественной войны в 1943 году театр был снова уничтожен немецко-фашистскими захватчиками, которые, отступая, подожгли здание.
А создан ТЮЗ был 29 декабря 1975 как театр кукол. Но с приездом в театр в 1979 году в качестве главного режиссёра Когута Олега Рафаиловича и по его идее — концепции и инициативе, был создан в течение двух лет совершенно новый театральный организм, сочетающий в себе слияние драматического театра и театра кукол. С каждым годом увеличивался интерес зрителей к театру и с получением стационарного помещения расширились возможности обслуживания зрителей разного возраста.
Итак, 21 апреля 1981 приказом по Министерству культуры Сумской театр кукол реорганизован в областной театр для детей и юношества. На сегодня этот театр единственный в своем роде среди театров Украины и СНГ, который представляет собой театральный организм, сочетающий в своих представлениях два вида театрального искусства: драматический и предмета, маски, куклы.

## Репертуар
За время существования театром осуществлено более 170 постановок спектаклей. С 1979 по 1991 год театр возглавлял заслуженный артист Украины Когут Олег Рафаилович, которым были осуществлены основные постановки того времени: Ромео и Джульетта В. Шекспира, Трехгрошовая опера Б.Брехта, Последние М.Горького, Мандат Н.Эрдмана и многие другие, как для детей, так и для подростков и взрослых. А сейчас в репертуаре около 40 разнообразных представлений: вечерних, кукольных и «тюзовских», в которых с удовольствием работает весь актёрский состав, который насчитывает 32 актёра, среди которых: народная артистка Украины Александра Сокол, заслуженные артисты Украины: Людмила Никитенко, Валентин Бурый, Валерий Микитенко, Владимир Хорунжий. Возглавляют коллектив: директор театра — Виктор Кулемза, главный режиссёр — заслуженный деятель искусств Украины Анатолий Мартюшов, главный художник — заслуженный художник Украины Эдуард Леднев.
Для самых маленьких
- Н. Гернет «Царевна — лягушка» — режиссёр-постановщик заслуженный деятель искусств Украины А. Мартюшов
- Ю. Елисеев «Сэмбо» — режиссёр-постановщик заслуженный артист Украины В. Микитенко
- С. Немировский «Коза — дереза» — режиссёр-постановщик заслуженный артист Украины В. Хорунжий
- Г. Богомолов «Ивасик — Тэлэсик» — режиссёр-постановщик Г. Богомолов
- М. Бартенев «Кто в лесу самый храбрый» — режиссёр-постановщик заслуженный деятель искусств Украины А. Мартюшов

Для детей школьного возраста
- С. Успенский «Дядя Федор, Пес и Кот» — режиссёр-постановщик заслуженный деятель искусств Украины А. Мартюшов
- Р. Качанов «Наследие Бахрама» — режиссёр-постановщик заслуженный артист Украины В. Микитенко
- Ю. Ким «Кто царевну поцелует» — режиссёр-постановщик заслуженный деятель искусств Украины А. Мартюшов
- А. Сенатович «Волшебная радуга любви» — режиссёр-постановщик Г. Богомолов
- М. Гусев «Забавные приключения на лесной поляне» — режиссёр-постановщик заслуженный деятель искусств Украины А. Мартюшов
- М. Бартенев «Снигурушка» — режиссёр-постановщик заслуженный деятель искусств Украины А. Мартюшов
- С. Маршак «Терем, теремок» — режиссёр-постановщик заслуженный артист Украины В. Бурый
- Я. Стельмах «Аладдин» — режиссёр-постановщик заслуженный деятель искусств Украины А. Мартюшов
- В. Орлов «Солнышко в перьячку» — режиссёр-постановщик заслуженный артист Украины В. Микитенко
- В. Орлов «Веселый маскарад» — режиссёр-постановщик заслуженный артист Украины В. Микитенко
- Н. Гернет «Волшебный луч» — режиссёр-постановщик заслуженный артист Украины В. Микитенко
- Я. Верещак «Зеленая гора» — режиссёр-постановщик заслуженный артист Украины В. Бурый
- Г.Остер «Кусочки по закоулочкам» — режиссёр-постановщик заслуженный деятель искусств Украины А. Мартюшов
- С. Белов «Не хочу быть собакой» — режиссёр-постановщик заслуженный деятель искусств Украины А. Мартюшов
- В. Нестайко «Господин Коцкий» — режиссёр-постановщик заслуженный деятель искусств Украины А. Мартюшов
- С. Ковалев «Дорога в Вифлеем» — режиссёр-постановщик Ю. Береза
- Д. Салимзянов «Веселый Роджер» — режиссёр-постановщик заслуженный деятель искусств Украины А. Мартюшов
- В. Гольфельд «Сказка о Иванка — рубашку вышиванку» — режиссёр-постановщик засл. артист Украины В. Микитенко

Для юношества и взрослых (вечерние представления)
- И.Карпенко-Карый «Сто тысяч» — режиссёр-постановщик заслуженный деятель искусств Украины А. Мартюшов
- Л. Филатов «Про Федота-стрельца» — режиссёр-постановщик заслуженный артист Украины В. Микитенко
- Дж. Патрик «Дорогая Памела» — режиссёр-постановщик В. Савинов
- Г. К. Основьяненко «Шельменко-денщик» — режиссёр-постановщик заслуженный деятель искусств Украины А. Мартюшов
- Л. Корсунский «Клетка» — режиссёр-постановщик заслуженный артист Украины В. Микитенко
- А. Островский «Лес» — режиссёр-постановщик Ю. Береза
- Л. Зорин «Варшавская мелодия» — режиссёр-постановщик народная артистка Украины О. Сокол
- Г. К. Основъяненко " Сватовство на Гончаровке "- режиссёр-постановщик заслуженный деятель искусств Украины А. Мартюшов
- С. Алешин «Бульвар потерянный надежд» — режиссёр-постановщик народная артистка Украины О. Сокол
- Г. Горин «Забыть Герострата» — режиссёр-постановщик заслуженный артист Украины В. Микитенко
- Г. Фигейредо «Эзоп» — режиссёр-постановщик заслуженный деятель искусств Украины А. Мартюшов
- Н. Разумов «QUO VADIS» (Куда идешь) — режиссёр-постановщик заслуженный артист Украины В. Микитенко
- М. Камолетти «Боинг-Боинг» — режиссёр-постановщик заслуженный деятель искусств Украины А. Мартюшов
- А. П. Чехов «Медведь», «О вреде табака» — режиссёр-постановщик заслуженный артист Украины В. Бурый
- А. Герни «Вот оно, счастье — ты и я!» — Режиссёр-постановщик народная артистка Украины О. Сокол

## Награды
Сумской театр для детей и юношества лауреат фестиваля театров кукол в г. Луцке (1989 г., Н. Гернет «Царевна — лягушка»), лауреат Всеукраинского фестиваля «Премьеры сезона» г. Полтава (1992 г., М. Бартенев "Жил-был Геракл «), лауреат Международного фестиваля» Интер — кукла «г. Ужгород (1997 г. С. Немировский» Коза-дереза "), участник первого республиканского фестиваля театров юного зрителя Украины в г. Сумы, на котором коллектив театра был награждён дипломом II- й степени за интересное режиссёрское решение представлений «Баллада о веселых жаворонках» Т. Ян, «Ромео и Джульетта» В. Шекспира, сказки «Два клёна» Е. Шварца, «Мишкины шишки» Е. Чеповецкого, «Иванушкина дудочка» В. Орлова, «Приключения Буратино» по А. Толстому, «Айболит против Бармалея» Р. Бикова и В. Коростылева, участник Международного театрального фестиваля посвященного Дню Независимости Болгарии в г. Враца, участник Открытого фестиваля театров для детей и юношества «ТЮЗ-2007», на котором коллектив театра получил победу в двух номинациях: в номинации «За лучшую режиссуру» победил заслуженный артист Украины Валерий Микитенко (спектакль по пьесе Л. Корсунского «Клетка»), в номинации» За лучшую роль второго плана лучшим строгое жюри определило заслуженного артиста Украины Владимира Хорунжего, поразившего всех присутствующих великолепной актёрской работой сразу в двух спектаклях: роль Колдуна в спектакле по п «пьесе Я. Стельмаха» Аладдин «и роль Сторожа в спектакле» Клетка по пьесе Л. Корсунского.